# Mitteldeutscher Basketball Club
Der Mitteldeutsche Basketball Club ist ein deutscher Basketballverein aus Weißenfels. Seit Mai 2019 nimmt die Mannschaft nach der Veräußerung des Namens als Syntainics MBC (Eigenschreibweise in Großbuchstaben) am Spielbetrieb teil. In der Ewigen Tabelle der Basketball-Bundesliga (Stand 2025) steht der MBC auf dem 23. Platz.
Seit dem Zusammenschluss des MBC mit den GISA Lions SV Halle zur Saison 2022/23 verfügt der MBC auch über eine Frauenmannschaft, die in der 1. DBBL antritt und in Halle (Saale) spielt. Bis 2024 hieß diese GISA Lions MBC, seither wie die Männer Syntainics MBC.

## Geschichte

### Zeit in der DDR (1958–1991)
Der Vorgänger des Mitteldeutschen Basketball Clubs, der SSV Einheit Weißenfels, wurde 1952 gegründet. 1958 kam der aus Heringsdorf stammende Horst Müller (1936–2021) als Sportlehrer an die Weißenfelser Goethe-Oberschule. Müller hatte während seines Studiums an der Humboldt-Universität zu Berlin Gefallen am Basketballsport gefunden und stieß die Gründung der Basketballabteilung im SSV Einheit an, die im September 1958 erfolgte. Eine Herrenmannschaft des Vereins nahm zunächst am Wettkampfbetrieb der Bezirksliga teil, die Heimspiele wurden in der Turnhalle der Goethe-Oberschule ausgetragen.
Müller gilt als Vater des Basketballsports in Weißenfels. 1966 führte er eine Weißenfelser Mannschaft zur Teilnahme an der B-Jugendmeisterschaft der DDR. Die SSV-Herrenmannschaft übte und spielte zwischen 1958 und 1977 unter Müller als Trainer.
Der erste Erfolg der Basketballer war der Aufstieg in die zweitklassige DDR-Liga 1962, aus der man 1965 jedoch wieder abstieg. Nachdem man 1972 erneut aufgestiegen war, folgte 1979 unter der Leitung von Trainer Dirk Weniger der Staffelsieg, womit die Weißenfelser die Teilnahmeberechtigung für die Oberliga erlangten. Ab 1977 war die Sporthalle in Weißenfels-West (zunächst Platz für 600 Zuschauer) die Heimspielstätte des Vereins. Die dadurch verbesserten Möglichkeiten für den Übungs- und Spielbetrieb galten als einer der Gründe für den Oberliga-Aufstieg 1979. Dirk Weniger blieb bis 1983 als Trainer im Amt, von 1983 bis 1986 wurde die Mannschaft von Jürgen Boehnke betreut, anschließend bis 1990 erneut von Weniger.
Der größte Erfolg vor der Deutschen Wiedervereinigung war der dritte Platz in der letzten Oberliga-Spielzeit 1991, welcher zur Teilnahme am Korać-Cup berechtigte. Trainer der Mannschaft war Wulfhart Schmidt, der 1990 Weniger nachgefolgt war. Mit den Tschechoslowaken Pavel Raska und Ladislav Rous standen 1990/91 erstmals zwei ausländische Spieler im Weißenfelser Aufgebot.

### Sportlicher Erfolg und Insolvenz (1991–2004)
Nach der Wende trat man ab der Saison 1991/92 in der drittklassigen Regionalliga an, im Korać-Cup schied man im Herbst 1991 bereits in der 1. Runde gegen KS Polonia Warschau aus. Wulfhart Schmidt hatte das Traineramt bis 1994 inne, gab es dann an Rene Stepanek ab, der den SSV Einheit 1994/95 betreute. Im Spieljahr 1995/96 stand die Mannschaft unter der Leitung von Trainer Uwe Schöttler. 1996 kam Frank Menz.
1997 folgte die Regionalligameisterschaft und damit der Aufstieg in die 2. Basketball-Bundesliga. In der Saison 1998/99 stieß die Mannschaft von Trainer Menz in die Spitzengruppe der Nordstaffel der zweiten Liga vor. Menz baute in der Saison auf erfahrene Leute wie Douglas Spradley, Bruno Roschnafsky, Ingo Freyer, André Bade, den Litauer Raimondas Leikus sowie den Spanier Santiago Ibanez. Die Mannschaft wurde in der Aufstiegsrunde Zweiter und verpasste damit das sportliche Aufstiegsrecht knapp. Der Sprung in die Basketball-Bundesliga gelang dennoch, da sich der SV Oberelchingen aus der höchsten deutschen Spielklasse zurückzog. Weißenfels nahm den freien Platz ein und wurde die erste Mannschaft aus den neuen Bundesländern, die in der Basketball-Bundesliga antrat. In den 1990er Jahren übernahm Jürgen Lucas (1945–2022) die Geschäftsführung bei den Weißenfelsern, er erdachte den Mannschaftsspitznamen Die Wölfe.
Nach dem Aufstieg wurde das Aufgebot mit den US-Amerikanern Chris Ensminger und Clint-Cotis Harrison verstärkt, vom Mitaufsteiger Hamburg kam das Spielmacher-Talent Cecil Egwuatu. Der Mannschaftshaushalt im ersten Bundesliga-Jahr betrug 1,2 Millionen D-Mark, die Heimspiele durften nur mit Sondergenehmigung der Liga in der Sporthalle-West ausgetragen werden. In der ersten Saison erreichte man als SSV Hagebau Weißenfels einen sechsten Platz und damit das Teilnahme-Recht an den Play-offs. Dort schied man erst im Viertelfinale gegen die Skyliners Frankfurt aus. Vor der Saison 2000/01 änderte die Mannschaft ihren Namen in Mitteldeutscher Basketball Club. Mit dem Namen Weißenfels habe man keine Chance gehabt, in Mitteldeutschland neue Geldgeber zu gewinnen, das nötige Geld für den Spitzenbasketball sei nur in und um Weißenfels nicht mehr zu holen gewesen, äußerte der damalige Geschäftsführer Joachim Stumpf (als Unternehmer im Baumarktgeschäft gleichzeitig auch einer der wichtigsten Geldgeber) im Jahr 2000. Er verband mit dem neuen Namen die Erwartung, dass sich Anhänger aus Städten wie Leipzig, Halle oder Merseburg in diesem eher wiederfinden würden als im Namen Weißenfels. In Weißenfels gab es aber auch vereinzelt Ablehnung der Namensänderung gegenüber. Zugleich trug die Mannschaft ihre Heimspiele künftig in der Jahrhunderthalle (3000 Plätze) in Spergau aus. Mit Spradley, Roschnafsky und Ibanez verließen drei Spieler der Aufstiegsmannschaft den Verein nach dem ersten Bundesliga-Jahr, als Neuzugänge kamen zur Saison 2000/01 Rade Milutinović, Ivo Kresta und Alexander Frisch. Wie in der Premierensaison führte Menz die Mannschaft auch 2000/01 ins Viertelfinale der Bundesliga. 2002 wurde wieder die Stadthalle Weißenfels die feste Heimspielstätte des MBC. Bis Ende April 2003 war Ingo Wolf vier Jahre Sportmanager der Weißenfelser.
Während der Saison 2003/04 stellte die Betreibergesellschaft der Bundesliga-Mannschaft, WSF-Marketing GmbH, einen Insolvenzantrag. Die Führung der Basketball-Bundesliga warf dem MBC um Geschäftsführer Matthias Hund „Managementfehler“ und „falsche Entscheidungen“ vor. Medienberichten aus dem März 2004 zufolge fehlten der Mannschaft rund 400 000 Euro des 1,7 Millionen Euro betragenden Haushalts. Der Kader war vor dem Saisonbeginn unter anderem mit namhaften Spielern wie Wendell Alexis, Stephen Arigbabu und Misan Nikagbatse verstärkt worden. Die Bundesliga entzog der Mannschaft wegen der Insolvenz die Starterlaubnis. Der MBC konnte sein Startrecht bis zum Ende der Saison jedoch gerichtlich durchsetzen. Sportlich wurde der Klassenerhalt geschafft und international gewann der MBC 2004 als einer von wenigen deutschen Vereinen (neben Alba Berlin (1995), BG 74 Göttingen (2010), Frankfurt Skyliners (2016), Telekom Baskets Bonn (2023) und Niners Chemnitz (2024)) einen Europapokalwettbewerb, die FIBA EuroCup Challenge. Durch den Lizenzentzug wurde die Mannschaft jedoch als Absteiger gewertet, und da der MBC zudem nicht einmal eine Lizenz für die zweite Bundesliga erhielt, drohte der Abstieg bis in den sachsen-anhaltischen Landesbereich, wo der Ursprungsverein SSV Einheit Weißenfels spielte. Die Rettung wurde eine Spielgemeinschaft mit dem nahen SV Halle, der über einen Platz in der 1. Regionalliga verfügte. Unter dem Namen SV MBC Halle ging es in die Saison 2004/05 in der 1. Regionalliga Nord weiter. Die eigentliche Lizenz des SV Halle wurde Jahre später vollständig vom MBC übernommen. Im Mai 2004 wurde die Mitteldeutsche Basketball Marketing GmbH (MBM) als Lizenzinhaber des Mitteldeutschen Basketball Clubs gegründet. Geschäftsführer wurde Jörg Hexel.

### Erneuter sportlicher Aufstieg (ab 2004)
Der Verein stieg ein Jahr später wieder in die 2. Bundesliga Nord auf, wo es zweimal nacheinander in den Spielzeiten 2005/06 und 2006/07 Vizemeister wurde. Ab der Saison 2007/08 spielten die sogenannten „Wölfe“ in der neugegründeten ProA. Im April 2008 übernahm Martin Geissler im Alter von 23 Jahren das Amt des Geschäftsführers der Betreibergesellschaft MBM. Seinen Posten als Teammanager, den er 2004 antrat, behielt er darüber hinaus. Zuvor war Geissler von 2002 bis 2004 Pressesprecher. Sein Vorgänger Hexel im Geschäftsführeramt blieb geschäftsführender Gesellschafter.

### Pendeln zwischen erster und zweiter Liga (2008 bis 2017)
In der Saison 2008/09 feierte man einen Spieltag vor Saisonende die ProA-Meisterschaft und schaffte den sportlichen Aufstieg ins Oberhaus des deutschen Basketballs. Dort sicherte der MBC in der Saison 2009/10 frühzeitig den Klassenerhalt und war zeitweise sogar in Reichweite eines Play-off-Platzes. Die Folgesaison 2010/11 schloss der MBC nach schwacher Rückrunde auf dem 17. Tabellenplatz ab. Damit stieg der MBC erneut in die ProA ab.

Früheres Logo

Die folgende Saison verbrachte der MBC durchgehend in der Spitzengruppe der ProA und zog am Ende der Hauptrunde als Tabellenerster mit 23 Siegen und fünf Niederlagen in die Play-offs ein. Dort gelang der Einzug ins Finale und damit die sofortige Rückkehr in die Basketball-Bundesliga. Im Finale besiegte der MBC die Kirchheim Knights und sicherte sich somit die Meisterschaft der 2. Basketball-Bundesliga ProA. Der MBC schloss die Saison 2012/13 mit dem 16. Tabellenplatz in der Bundesliga ab und sicherte sich so den Klassenerhalt. Die Saison 2013/14 schloss man mit dem neunten Platz ab, der besten Platzierung seit 13 Jahren.
Im September 2015 kam es zu einer Änderung an der Spitze der Betreibergesellschaft MBM: Der bisher als geschäftsführender Gesellschafter tätige Jörg Hexel wechselte auf den Posten des Beiratssprechers. Elke Simon-Kuch übernahm als neue geschäftsführende Gesellschafterin die kaufmännischen Aufgaben, Martin Geissler blieb wie bisher für die sportlichen sowie die Öffentlichkeitsarbeit, die Liga- und Verbandsbelange betreffenden Bereiche zuständig. Die Bundesliga-Saison 2015/16 beendeten die „Wölfe“ mit einer Bilanz von neun Siegen und 25 Niederlagen auf dem vorletzten Tabellenrang und stiegen in die ProA ab. Im Juni 2016 wurde Geissler zusätzlich zu seinen Tätigkeiten als Geschäftsführer und Teammanager neben Simon-Kuch, Hexel und Hans-Michael Schnur vierter Gesellschafter der Mitteldeutschen Basketball Marketing GmbH (MBM).
Die Saison 2016/17 ging der MBC unter dem Motto „Mission Wiederaufstieg“ an. Bewerkstelligen sollte die Rückkehr in die Bundesliga der junge montenegrinische Trainer Igor Jovović. Die Wölfe gingen als Tabellenerster (27 Siege und drei Niederlagen) in die Meisterrunde und blieben im Viertel- und Halbfinale gegen Köln und Kirchheim ohne Niederlage. Damit erreichte der MBC die Endspielserie, was bereits den Wiederaufstieg in die Bundesliga bedeutete. Auch hier hielt sich die Jovović-Truppe schadlos, gewann Hin- und Rückspiel gegen Gotha (87:80, 84:62) und wurde Meister.

### Festsetzen in der Bundesliga (2017 bis 2025)
Jovović führte die Mannschaft im ersten Jahr nach dem Wiederaufstieg zum Klassenerhalt, Anfang Juni 2018 nutzte er eine Ausstiegsklausel in seinem Vertrag, um den MBC zu verlassen und ein Angebot des polnischen Erstligisten Stelmet Zielona Góra anzunehmen. Die Nachfolge übernahm der bisherige Co-Trainer Aleksandar Šćepanović. Ende Januar 2019 kehrte Šćepanović auf den Posten des Co-Trainers zurück, als Cheftrainer kehrte Poropat zurück und wurde mit der Aufgabe betraut, die abstiegsbedrohte Mannschaft zum Klassenerhalt in der Bundesliga zu führen. Im Mai 2019 schloss der MBC einen Vertrag mit dem US-amerikanischen Ölunternehmen Puraglobe, in dessen Rahmen vorerst bis 2024 unter anderem eine Änderung des Mannschaftsnamens in Syntainics MBC (Eigenschreibweise in Großbuchstaben) vereinbart wurde. Dabei wurde auch ein neues Mannschaftswappen vorgestellt. Der Konzern hatte sich bereits vorher finanziell beim Mitteldeutschen BC eingebracht.
Poropat verließ den MBC nach dem Saisonende 2018/19, es war mit dem MBC keine Einigung über eine weitere Zusammenarbeit gefunden worden. Im Gegenzug wurde Wojciech Kamiński vom polnischen Erstligisten Stal Ostrów Wielkopolski als neuer Trainer verpflichtet. Anfang November 2019 teilte der Verein mit, Kamiński werde eine mehrwöchige Auszeit antreten, um Kraft zu tanken und Trainerassistent Šćepanović deshalb vorübergehend wieder das Amt des Cheftrainers übernehmen. Kurz darauf erklärte Geschäftsführer Geissler, die Pause für Kamiński sei „eine klare Entscheidung“ der Vereinsführung gewesen, Auslöser dafür seien „überwiegend sportliche Gründe“ gewesen. Ob der Pole ins Traineramt zurückkehren würde, blieb zunächst offen. Er tat es nicht, denn am 14. November 2019 wurde mit Björn Harmsen ein alter Bekannter als neuer Trainer verpflichtet, Šćepanović blieb als Co-Trainer. Mitte Februar 2020 wurde Harmsen entlassen, nachdem er zuvor im Anschluss an den ersten Heimsieg der Saison öffentlich deutliche Kritik an Spielern geübt, ihnen fehlenden Einsatz in der Verteidigung und im Training vorgeworfen hatte. Harmsen forderte von der Mannschaftsleitung Konsequenzen, der Verein wiederum warf dem Trainer „Provokation“ und einen „mediale[n] Alleingang“ vor. Laut Aussage des Vereins seien eine „unüberbrückbare Verhärtung der Fronten“ und ein „Vertrauensbruch“ aufgetreten. Unter Harmsens Leitung hatte der MBC aus 13 Spielen zwei Siege geholt. Der neue Trainer wurde ein bekannter Name: Silvano Poropat unterschrieb einen Vertrag bis zum Saisonende 2019/20. Anschließend wurde die Zusammenarbeit verlängert. Poropats Amtszeit dauerte letztlich bis zum Saisonende 2020/21 an.
Im Juni 2021 wurde Igor Jovović als neuer Trainer verpflichtet, er trat somit eine zweite Amtszeit an. Im März 2022 verkündete der MBC den ab der Saison 2022/23 wirksamen Zusammenschluss mit dem Damen-Bundesligisten SV Halle. Nach sieben Niederlagen in Folge und Abstiegsgefahr wurde Jovović Mitte April 2023 als Trainer durch den ehemaligen MBC-Spieler Ingo Freyer ersetzt, dem die Aufgabe zukam, in den letzten sechs Begegnungen der Bundesliga-Spielzeit 2022/23 den Klassenerhalt zu bewerkstelligen. Im ersten Spiel unter Freyer holte die Mannschaft den höchsten Bundesliga-Sieg ihrer bisherigen Vereinsgeschichte (123:80 gegen Hamburg). Am letzten Spieltag der Saison 2022/23 stand der Klassenerhalt des MBC fest. Die Zusammenarbeit mit Freyer endete anschließend, Predrag Krunić kam zur Saison 2023/24 als Trainer nach Weißenfels zurück.

### Pokalsieger 2025
Mitte Mai 2024 gab Krunić wenige Tage nach dem letzten Saisonspiel bekannt, den MBC mittels einer Ausstiegsklausel zu verlassen. Als Nachfolger wurde der Lette Jānis Gailītis verpflichtet. Gailītis führte die Mannschaft im Februar 2025 in eigener Halle zum Gewinn des deutschen Pokalwettbewerbs. Dabei bezwang man im Halbfinale den Titelverteidiger München, im Endspiel setzte sich der MBC gegen Bamberg durch. Michael Devoe, US-Amerikaner in Diensten der Weißenfelser, wurde als bester Spieler des Finalturniers ausgezeichnet. Für die Austragung des Finalturniers in der Stadthalle Weißenfels hatte der MBC 250 000 Euro aufgebracht.
Gailītis verließ die Mannschaft am Ende der Saison 2024/25 mittels einer Ausstiegsklausel, als neuen Trainer holte der MBC den Italiener Marco Ramondino. Der langjährige Geschäftsführer Martin Geissler kündigte im Juni 2025 an, sein Amt bei den Weißenfelsern spätestens am Ende des Jahres 2025 abzugeben. Um Geisslers Aufgaben im sportlichen Bereich zu übernehmen, kam im Sommer 2025 Silvano Poropat zum MBC zurück und wurde Sportdirektor.

## Heimspielstätte

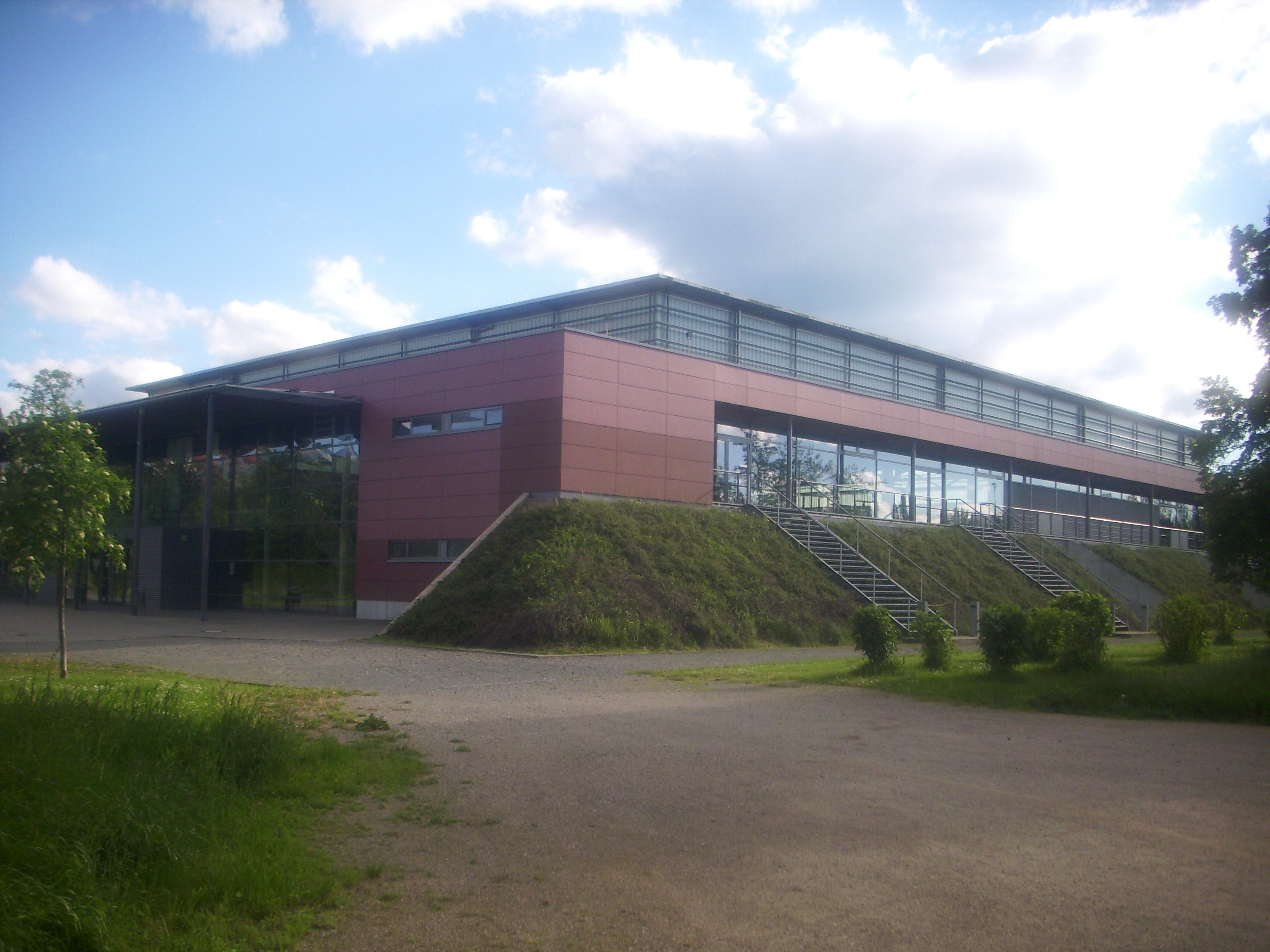
Stadthalle in Weißenfels: Die MBC-Heimspielstätte

Die Heimspiele trägt der MBC in der Stadthalle Weißenfels aus. Die Stadthalle hat eine Kapazität von 2300 Sitzplätzen und 700 Stehplätzen. Sie wird bei Heimspielen unter den Anhängern gern als „Wolfsbau“ bezeichnet.

## Kader

### Aktuelle Saison
| Spieler | Spieler            | Spieler           | Spieler    | Spieler | Spieler | Spieler                        |
| Nr.     | Nat.               | Name              | Geburt     | Größe   | Info    | Letzter Verein                 |
| ------- | ------------------ | ----------------- | ---------- | ------- | ------- | ------------------------------ |
|         |                    | Guards (PG, SG)   |            |         |         |                                |
| 04      | Deutschland        | Ilias Amin        | 02.06.2001 | 1,92 m  | DL      | USC Leipzig                    |
| 10      | Deutschland        | Gianni Otto       | 28.06.1995 | 1,80 m  |         | Tigers Tübingen                |
| 23      | Vereinigte Staaten | Charles Callison  | 07.10.1997 | 1,85 m  |         | Donar Groningen                |
| 31      | /                  | Spencer Reaves    | 23.12.1995 | 1,91 m  |         | SC Rasta Vechta                |
| 55      | /                  | Aleksa Kovačević  | 05.03.2002 | 1,86 m  |         | KK Sloga Kraljevo              |
|         |                    | Forwards (SF, PF) |            |         |         |                                |
|         | Vereinigte Staaten | Marcus Foster     | 06.01.2002 | 1,96 m  |         | Xavier University (Cincinnati) |
|         | /                  | Collin Welp       | 15.12.1998 | 2,06 m  |         | BG Göttingen                   |
| 03      | /                  | Daniel Zdravevski | 02.06.2001 | 2,07 m  |         | VfL SparkassenStars Bochum     |
| 09      | Deutschland        | Moritz Heck       | 19.02.2002 | 1,98 m  |         | Team Ehingen Urspring          |
| 11      | Deutschland        | Akeem Vargas      | 29.04.1990 | 1,92 m  |         | MLP Academics Heidelberg       |
|         |                    | Center (C)        |            |         |         |                                |
| 08      | Deutschland        | Martin Breunig    | 18.02.1992 | 2,03 m  |         | EWE Baskets Oldenburg          |
| 54      | /                  | John Bryant       | 13.06.1987 | 2,11 m  |         | Gießen 46ers                   |

| Trainer      | Trainer               | Trainer         |
| Nat.         | Name                  | Position        |
| ------------ | --------------------- | --------------- |
| Italien      | Marco Ramondino       | Cheftrainer     |
| Griechenland | Dimitrios Antoniadis  | Assistent       |
| Deutschland  | Christopher Schreiber | Assistent       |
| Frankreich   | Samuel Covelli        | Athletiktrainer |

| Legende              | Legende                     |
| Abk.                 | Bedeutung                   |
| -------------------- | --------------------------- |
| (C)                  | Mannschaftskapitän          |
| DL                   | Doppellizenz mit BSW Sixers |
| Quellen              |                             |
| Teamhomepage         |                             |
| Ligahomepage         |                             |
| Stand: 17. Juli 2024 |                             |

| Legende              | Legende                     |
| Abk.                 | Bedeutung                   |
| -------------------- | --------------------------- |
| (C)                  | Mannschaftskapitän          |
| DL                   | Doppellizenz mit BSW Sixers |
| Quellen              |                             |
| Teamhomepage         |                             |
| Ligahomepage         |                             |
| Stand: 17. Juli 2024 |                             |

Zugänge: Marco Ramondino (Trainer/Scafati Basket), Collin Welp (BG Göttingen), Marcus Foster (Xavier University (Cincinnati)/USA)
Abgänge: Michael Devoe (Ludwigsburg), Ty Brewer (Niners Chemnitz), Eddy Edigin (Würzburg Baskets), Tyren Johnson (Ziel unbekannt), Ivan Tkachenko (Ziel unbekannt), Jānis Gailītis (Trainer/Ziel unbekannt)

### Ehemalige Bundesliga-Kader
| Nr. | Nationalität       | Name             | Position       | Geburtsdatum | Größe  | Einsätze | Punkte |
| --- | ------------------ | ---------------- | -------------- | ------------ | ------ | -------- | ------ |
| 2   | Deutschland        | Tim Martinez     | Shooting Guard | 28.06.2002   | 1,98 m | 4        | 0      |
| 3   | Deutschland        | Nico Wenzl       | Point Guard    | 11.04.2001   | 1,84 m | 7        | 3      |
| 4   | Serbien            | Stefan Bircevic  | Power Forward  | 13.12.1989   | 2,11 m | 3        | 32     |
| 5   | Deutschland        | Moritz Heck      | Small Forward  | 19.02.2002   | 2,01 m | 6        | 2      |
| 8   | Deutschland        | Martin Breunig   | Center         | 18.02.1992   | 2,03 m | 32       | 367    |
| 11  | Deutschland        | Kostja Mushidi   | Shooting Guard | 18.06.1998   | 1,95 m | 27       | 182    |
| 13  | Vereinigte Staaten | Jhonathan Dunn   | Shooting Guard | 17.02.1998   | 1,93 m | 14       | 131    |
| 15  | Vereinigte Staaten | Stephon Jelks    | Power Forward  | 04.07.1996   | 1,98 m | 33       | 218    |
| 20  | Vereinigte Staaten | Diante Baldwin   | Point Guard    | 17.10.1994   | 1,83 m | 19       | 232    |
| 22  | Vereinigte Staaten | Johnathan Stove  | Shooting Guard | 23.12.1995   | 1,93 m | 34       | 559    |
| 23  | Vereinigte Staaten | Charles Callison | Point Guard    | 07.10.1997   | 1,85 m | 34       | 427    |
| 25  | Norwegen           | Chris-Ebou Ndow  | Small Forward  | 10.12.1993   | 1,98 m | 31       | 297    |
| 30  | Vereinigte Staaten | Vince Edwards    | Power Forward  | 05.04.1996   | 2,03 m | 20       | 121    |
| 31  | Deutschland        | Hendrik Warner   | Center         | 22.02.2002   | 2,08 m | 11       | 12     |
| 54  | /                  | John Bryant      | Center         | 13.06.1987   | 2,11 m | 34       | 285    |
| 55  | Deutschland        | Ralph Hounnou    | Point Guard    | 16.01.2002   | 1,92 m | 24       | 40     |

Quelle
| Nr. | Nationalität       | Name             | Position       | Geburtsdatum | Größe  | Einsätze | Punkte |
| --- | ------------------ | ---------------- | -------------- | ------------ | ------ | -------- | ------ |
| 1   | Vereinigte Staaten | Kris Clyburn     | Shooting Guard | 20.04.1996   | 1,93 m | 30       | 514    |
| 2   | Vereinigte Staaten | Lamont Jones     | Shooting Guard | 26.06.1990   | 1,83 m | 4        | 81     |
| 4   | Slowakei           | Mario Ihring     | Point Guard    | 13.06.1998   | 1,98 m | 13       | 88     |
| 5   | /                  | Aleksa Kovačević | Point Guard    | 05.03.2002   | 1,86 m | 7        | 18     |
| 7   | /                  | Sergio Kerusch   | Small Forward  | 06.01.1989   | 1,95 m | 7        | 27     |
| 8   | Deutschland        | Martin Breunig   | Center         | 18.02.1992   | 2,03 m | 34       | 330    |
| 11  | Deutschland        | Kostja Mushidi   | Shooting Guard | 18.06.1998   | 1,95 m | 32       | 401    |
| 13  | Deutschland        | Radii Caisin     | Shooting Guard | 27.02.2001   | 1,98 m | 30       | 60     |
| 15  | Vereinigte Staaten | Stephon Jelks    | Power Forward  | 04.07.1996   | 1,98 m | 31       | 142    |
| 20  | Vereinigte Staaten | Scottie Reynolds | Point Guard    | 10.10.1987   | 1,88 m | 18       | 71     |
| 21  | Vereinigte Staaten | Tremmell Darden  | Small Forward  | 17.12.1981   | 1,94 m | 33       | 308    |
| 23  | Vereinigte Staaten | Charles Callison | Point Guard    | 07.10.1997   | 1,85 m | 28       | 356    |
| 24  | Vereinigte Staaten | Mitchell Ballock | Shooting Guard | 02.07.1998   | 1,96 m | 29       | 219    |
| 25  | Deutschland        | Evans Rapieque   | Shooting Guard | 05.03.2002   | 1,93 m | 4        | 2      |
| 31  | Deutschland        | Hendrik Warner   | Power Forward  | 22.02.2002   | 2,08 m | 4        | 0      |
| 54  | /                  | John Bryant      | Center         | 13.06.1987   | 2,11 m | 34       | 256    |
| 55  | Deutschland        | Ralph Hounnou    | Point Guard    | 16.01.2002   | 1,92 m | 3        | 8      |

Quelle
| Nr. | Nationalität       | Name               | Position       | Geburtsdatum | Größe  | Einsätze | Punkte |
| --- | ------------------ | ------------------ | -------------- | ------------ | ------ | -------- | ------ |
| 2   | Deutschland        | Leon Friederici    | Shooting Guard | 19.03.1995   | 1,90 m | 6        | 9      |
| 4   | Vereinigte Staaten | Albert Jay English | Point Guard    | 10.07.1992   | 1,93 m | 12       | 152    |
| 7   | /                  | Sergio Kerusch     | Small Forward  | 06.01.1989   | 1,95 m | 32       | 132    |
| 8   | Deutschland        | Johannes Richter   | Power Forward  | 06.12.1993   | 2,05 m | 14       | 73     |
| 10  | Kroatien           | Sandro Antunovic   | Power Forward  | 07.05.1998   | 2,08 m | 1        | 6      |
| 11  | Deutschland        | Kostja Mushidi     | Shooting Guard | 18.06.1998   | 1,95 m | 25       | 291    |
| 13  | Deutschland        | Radii Caisin       | Shooting Guard | 27.02.2001   | 1,98 m | 30       | 99     |
| 18  | Deutschland        | Robin Danes        | Shooting Guard | 01.08.2001   | 1,97 m | 3        | 0      |
| 20  | Vereinigte Staaten | Jamel Morris       | Shooting Guard | 14.11.1992   | 1,93 m | 34       | 563    |
| 22  | Vereinigte Staaten | Chris Coffey       | Power Forward  | 08.07.1997   | 2,01 m | 18       | 170    |
| 23  | Serbien            | Goran Huskic       | Center         | 26.02.1992   | 2,10 m | 31       | 346    |
| 24  | Deutschland        | Vincent Friederici | Point Guard    | 30.03.2001   | 1,90 m | 7        | 1      |
| 25  | Deutschland        | Evans Rapieque     | Shooting Guard | 05.03.2002   | 1,93 m | 11       | 9      |
| 30  | Polen              | Jakub Garbacz      | Shooting Guard | 17.03.1994   | 1,97 m | 8        | 95     |
| 30  | Vereinigte Staaten | Reggie Upshaw      | Power Forward  | 07.04.1995   | 2,03 m | 20       | 252    |
| 31  | Deutschland        | Hendrik Warner     | Power Forward  | 22.02.2002   | 2,08 m | 3        | 2      |
| 44  | Serbien            | Nikola Rebic       | Point Guard    | 22.01.1995   | 1,88 m | 32       | 331    |
| 54  | /                  | John Bryant        | Center         | 13.06.1987   | 2,11 m | 18       | 103    |
| 88  | Iran               | Behnam Yakhchali   | Shooting Guard | 31.12.1995   | 1,96 m | 31       | 206    |

Quelle
| Nr. | Nationalität       | Name               | Position       | Geburtsdatum | Größe  | Einsätze | Punkte |
| --- | ------------------ | ------------------ | -------------- | ------------ | ------ | -------- | ------ |
| 6   | Deutschland        | Marko Krstanovic   | Point Guard    | 16.11.1997   | 1,96 m | 34       | 52     |
| 7   | /                  | Sergio Kerusch     | Small Forward  | 06.01.1989   | 1,95 m | 34       | 239    |
| 8   | /                  | David Brembly      | Small Forward  | 10.02.1993   | 1,97 m | 17       | 129    |
| 8   | Deutschland        | Nemanja Nadjfeji   | Small Forward  | 18.10.2000   | 1,98 m | 6        | 6      |
| 10  | Vereinigte Staaten | Anthony Barber     | Point Guard    | 25.07.1994   | 1,85 m | 9        | 78     |
| 11  | Vereinigte Staaten | Kyndahl Hill       | Power Forward  | 21.08.1994   | 2,01 m | 34       | 264    |
| 12  | Serbien            | Đorđe Pantelić     | Center         | 05.07.1984   | 2,04 m | 5        | 23     |
| 15  | Deutschland        | Philipp Hartwich   | Center         | 11.09.1995   | 2,18 m | 33       | 140    |
| 15  | Vereinigte Staaten | Shavon Coleman     | Small Forward  | 08.01.1992   | 1,96 m | 17       | 149    |
| 17  | Serbien            | Aleksander Marelja | Center         | 12.06.1992   | 2,07 m | 18       | 211    |
| 18  | Deutschland        | Robin Danes        | Shooting Guard | 01.08.2001   | 1,97 m | 2        | 3      |
| 20  | Vereinigte Staaten | Deron Washington   | Small Forward  | 12.12.1985   | 2,01 m | 15       | 80     |
| 21  | Vereinigte Staaten | Quinton Hooker     | Point Guard    | 22.01.1995   | 1,83 m | 33       | 467    |
| 23  | Polen              | Michel Michalak    | Shooting Guard | 02.11.1993   | 1,96 m | 30       | 616    |
| 25  | Vereinigte Staaten | AJ Brodeur         | Center         | 04.10.1996   | 2,07 m | 10       | 65     |
| 30  | Deutschland        | Vincent Friederici | Point Guard    | 30.03.2001   | 1,90 m | 4        | 2      |
| 32  | Kroatien           | Roko Rogic         | Point Guard    | 25.09.1992   | 1,87 m | 22       | 242    |
| 40  | Kroatien           | Sandro Antunovic   | Power Forward  | 07.05.1998   | 2,08 m | 3        | 2      |
| 44  | /                  | Benedikt Turudic   | Power Forward  | 27.01.1997   | 2,07 m | 6        | 45     |

Quelle
| Nr. | Nationalität       | Name              | Position       | Geburtsdatum | Größe  | Einsätze | Punkte |
| --- | ------------------ | ----------------- | -------------- | ------------ | ------ | -------- | ------ |
| 0   | /                  | Michael Gbinije   | Small Forward  | 05.06.1992   | 2,01 m | 17       | 191    |
| 4   | Serbien            | Strahinja Micovic | Power Forward  | 28.09.1992   | 2,05 m | 17       | 224    |
| 5   | /                  | David Brembly     | Small Forward  | 10.02.1993   | 1,97 m | 15       | 129    |
| 6   | Deutschland        | Marko Krstanovic  | Point Guard    | 16.11.1997   | 1,96 m | 9        | 6      |
| 7   | /                  | Sergio Kerusch    | Small Forward  | 06.01.1989   | 1,95 m | 19       | 133    |
| 10  | Deutschland        | Ferdinand Zylka   | Shooting Guard | 11.04.1998   | 1,90 m | 19       | 76     |
| 15  | Deutschland        | Sheldon Eberhardt | Shooting Guard | 02.11.1995   | 1,96 m | 5        | 6      |
| 20  | Serbien            | Jovan Novak       | Point Guard    | 18.11.1994   | 1,88 m | 20       | 165    |
| 21  | Vereinigte Staaten | Tremmell Darden   | Shooting Guard | 17.12.1981   | 1,94 m | 5        | 75     |
| 22  | Litauen            | Daniel Baslyk     | Small Forward  | 24.02.2001   | 1,97 m | 2        | 0      |
| 24  | Vereinigte Staaten | Andrew Warren     | Shooting Guard | 02.08.1987   | 1,96 m | 17       | 262    |
| 30  | Vereinigte Staaten | Joey Dorsey       | Center         | 16.12.1983   | 2,06 m | 7        | 68     |
| 32  | Kanada             | Kaza Kajami-Keane | Point Guard    | 27.01.1994   | 1,85 m | 19       | 288    |
| 33  | Vereinigte Staaten | Cameron Jackson   | Center         | 07.02.1996   | 2,03 m | 9        | 68     |
| 34  | Deutschland        | Anthony Okao      | Power Forward  | 21.04.1998   | 2,07 m | 2        | 8      |
| 44  | /                  | Benedikt Turudic  | Power Forward  | 27.01.1997   | 2,07 m | 16       | 92     |

Quelle
| Nr. | Nationalität       | Name                  | Position       | Geburtsdatum | Größe  | Einsätze | Punkte |
| --- | ------------------ | --------------------- | -------------- | ------------ | ------ | -------- | ------ |
| 0   | Vereinigte Staaten | Andrew Warren         | Shooting Guard | 02.08.1987   | 1,96 m | 13       | 146    |
| 0   | Vereinigte Staaten | Lee Moore             | Shooting Guard | 09.08.1995   | 1,93 m | 32       | 341    |
| 2   | Vereinigte Staaten | James Farr            | Power Forward  | 02.11.1992   | 2,08 m | 28       | 291    |
| 4   | Litauen            | Eimantas Stankevicius | Shooting Guard | 01.04.1998   | 1,90 m | 2        | 5      |
| 5   | Vereinigte Staaten | Tremmell Darden       | Shooting Guard | 17.12.1981   | 1,94 m | 26       | 274    |
| 6   | /                  | David Brembly         | Small Forward  | 10.02.1993   | 1,97 m | 32       | 206    |
| 7   | /                  | Sergio Kerusch        | Small Forward  | 06.01.1989   | 1,95 m | 34       | 298    |
| 8   | /                  | Kenneth Viglianisi    | Shooting Guard | 16.05.1992   | 1,93 m | 4        | 2      |
| 9   | Deutschland        | Jonas Niedermanner    | Small Forward  | 12.12.1998   | 2,03 m | 1        | 0      |
| 10  | Deutschland        | Ferdinand Zylka       | Shooting Guard | 11.04.1998   | 1,90 m | 17       | 42     |
| 11  | Deutschland        | Ferenc Gille          | Power Forward  | 10.08.1998   | 2,05 m | 3        | 0      |
| 12  | Vereinigte Staaten | Trevor Releford       | Point Guard    | 23.12.1991   | 1,83 m | 26       | 339    |
| 20  | Serbien            | Jovan Novak           | Point Guard    | 18.11.1994   | 1,88 m | 30       | 354    |
| 21  | Kanada             | Adika Peter-McNeilly  | Shooting Guard | 17.04.1993   | 1,90 m | 20       | 131    |
| 30  | /                  | Hans Brase            | Power Forward  | 15.09.1993   | 2,06 m | 23       | 119    |
| 31  | Serbien            | Aleksandar Marelja    | Center         | 12.06.1992   | 2,07 m | 18       | 182    |
| 40  | Tschechien         | Adam Pechacek         | Power Forward  | 19.02.1995   | 2,06 m | 2        | 4      |
| 44  | /                  | Benedikt Turudic      | Power Forward  | 27.01.1997   | 2,07 m | 27       | 145    |

Quelle
| Nr. | Nationalität       | Name                  | Position       | Geburtsdatum | Größe  | Einsätze | Punkte |
| --- | ------------------ | --------------------- | -------------- | ------------ | ------ | -------- | ------ |
| 0   | Litauen            | Eimantas Stankevicius | Shooting Guard | 01.04.1998   | 1,90 m | 3        | 9      |
| 0   | /                  | Sergio Kerusch        | Small Forward  | 06.01.1989   | 1,95 m | 27       | 226    |
| 0   | Vereinigte Staaten | Andrew Warren         | Shooting Guard | 02.08.1987   | 1,96 m | 16       | 239    |
| 1   | Vereinigte Staaten | Marcus Hatten         | Point Guard    | 13.12.1980   | 1,85 m | 33       | 306    |
| 2   | Vereinigte Staaten | Lamont Jones          | Shooting Guard | 26.06.1990   | 1,83 m | 34       | 586    |
| 6   | Deutschland        | Malte Schwarz         | Shooting Guard | 30.03.1989   | 1,88 m | 28       | 42     |
| 9   | Deutschland        | Marc Liyanage         | Small Forward  | 09.02.1990   | 1,98 m | 10       | 5      |
| 11  | Deutschland        | Ferenc Gille          | Power Forward  | 10.08.1998   | 2,05 m | 1        | 0      |
| 12  | Serbien            | Đorđe Pantelić        | Center         | 05.07.1984   | 2,04 m | 32       | 220    |
| 13  | Serbien            | Đorđe Drenovac        | Power Forward  | 09.08.1992   | 2,01 m | 34       | 397    |
| 15  | Vereinigte Staaten | Kruize Pinkins        | Power Forward  | 25.01.1993   | 2,04 m | 31       | 345    |
| 15  | Deutschland        | Till Gloger           | Power Forward  | 26.01.1993   | 2,04 m | 29       | 108    |
| 20  | Deutschland        | Jonas Niedermanner    | Small Forward  | 12.12.1998   | 2,03 m | 10       | 6      |
| 24  | Vereinigte Staaten | Jordan Sibert         | Shooting Guard | 01.08.1992   | 1,93 m | 18       | 220    |
| 44  | /                  | Benedikt Turudic      | Power Forward  | 27.01.1997   | 2,07 m | 27       | 39     |

Quelle
| Nr. | Nationalität       | Name                | Position      | Geburtsdatum | Größe  | Einsätze | Punkte |
| --- | ------------------ | ------------------- | ------------- | ------------ | ------ | -------- | ------ |
| 0   | Deutschland        | Mick Neumann        | Power Forward | 26.11.1999   | 1,96 m | 0        | 0      |
| 0   | Deutschland        | Yannick Hennelotter | Point Guard   | 18.09.1999   | 1,90 m | 0        | 0      |
| 0   | Deutschland        | Roland Winterstein  | Power Forward | 17.03.1996   | 1,96 m | 0        | 0      |
| 0   | Deutschland        | Alexander Herrmann  | Center        | 23.05.1997   | 2,05 m | 0        | 0      |
| 8   | Deutschland        | Robert Zinn         | Point Guard   | 22.02.1995   | 1,95 m | 23       | 46     |
| 9   | /                  | Dominique Johnson   | Small Forward | 04.08.1992   | 1,94 m | 34       | 252    |
| 10  | Vereinigte Staaten | Frantz Massenat     | Point Guard   | 17.01.1992   | 1,93 m | 34       | 447    |
| 13  | Deutschland        | Jonathan Maier      | Center        | 09.12.1992   | 2,10 m | 26       | 37     |
| 15  | Kroatien           | Filip Bundović      | Power Forward | 16.02.1994   | 2,00 m | 10       | 57     |
| 19  | Deutschland        | Adam Touray         | Center        | 31.05.1994   | 2,06 m | 5        | 1      |
| 24  | Deutschland        | Sören Fritze        | Point Guard   | 14.09.1994   | 1,90 m | 0        | 0      |
| 30  | Deutschland        | Stephan Haukohl     | Small Forward | 27.06.1993   | 2,05 m | 32       | 121    |
| 31  | Vereinigte Staaten | James Southerland   | Small Forward | 28.04.1990   | 2,03 m | 16       | 203    |
| 31  | Island             | Haukur Pálsson      | Small Forward | 18.05.1992   | 1,97 m | 5        | 35     |
| 31  | Serbien            | Nikola Dragović     | Power Forward | 20.12.1987   | 2,06 m | 8        | 96     |
| 33  | Vereinigte Staaten | Marcus Hatten       | Point Guard   | 13.12.1980   | 1,85 m | 26       | 335    |
| 33  | Kroatien           | Ivan Siriščević     | Small Forward | 30.04.1987   | 1,98 m | 4        | 42     |
| 34  | Vereinigte Staaten | Louis Darby         | Small Forward | 25.01.1984   | 1,96 m | 15       | 114    |
| 34  | Vereinigte Staaten | Lance Jeter         | Point Guard   | 18.07.1988   | 1,90 m | 17       | 138    |
| 35  | Vereinigte Staaten | TaShawn Thomas      | Power Forward | 27.02.1993   | 2,03 m | 31       | 399    |
| 42  | Vereinigte Staaten | Chris Otule         | Center        | 04.01.1990   | 2,11 m | 31       | 350    |

Quelle
| Nr. | Nationalität       | Name                     | Position       | Geburtsdatum | Größe  | Einsätze | Punkte |
| --- | ------------------ | ------------------------ | -------------- | ------------ | ------ | -------- | ------ |
| 6   | Deutschland        | Malte Schwarz            | Shooting Guard | 30.03.1989   | 1,88 m | 34       | 186    |
| 7   | Litauen            | Simonas Serapinas        | Small Forward  | 24.02.1982   | 1,97 m | 16       | 91     |
| 8   | Deutschland        | Robert Zinn              | Point Guard    | 22.02.1995   | 1,95 m | 11       | 20     |
| 9   | Deutschland        | Marc Liyanage            | Small Forward  | 09.02.1990   | 1,98 m | 27       | 77     |
| 10  | Vereinigte Staaten | Frantz Massenat          | Point Guard    | 17.01.1992   | 1,93 m | 34       | 343    |
| 11  | /                  | Christian Standhardinger | Small Forward  | 04.07.1989   | 2,03 m | 32       | 324    |
| 12  | Serbien            | Đorđe Pantelić           | Center         | 05.07.1984   | 2,04 m | 34       | 301    |
| 13  | Island             | Hörður Vilhjálmsson      | Point Guard    | 18.12.1988   | 1,94 m | 33       | 332    |
| 15  | Vereinigte Staaten | Darryl Webb              | Power Forward  | 16.01.1988   | 1,98 m | 6        | 35     |
| 20  | Deutschland        | Phillip Daubner          | Shooting Guard | 09.04.1994   | 1,97 m | 1        | 3      |
| 24  | Vereinigte Staaten | Patrick Richard          | Shooting Guard | 25.01.1990   | 1,96 m | 33       | 431    |
| 25  | Deutschland        | Oliver Clay              | Power Forward  | 28.08.1987   | 2,06 m | 33       | 150    |
| 32  | Vereinigte Staaten | Ryan Nicholas            | Power Forward  | 20.08.1991   | 2,01 m | 19       | 102    |
| 34  | Vereinigte Staaten | Mark Dorris              | Shooting Guard | 27.12.1985   | 1,88 m | 6        | 27     |
| 35  | Deutschland        | Kristian Kuhn            | Center         | 26.08.1987   | 2,08 m | 25       | 36     |
| 40  | Vereinigte Staaten | Beckham Wyrick           | Small Forward  | 13.12.1983   | 1,98 m | 16       | 100    |

Quelle
| Nr. | Nationalität       | Name               | Position       | Geburtsdatum | Größe  | Einsätze | Punkte |
| --- | ------------------ | ------------------ | -------------- | ------------ | ------ | -------- | ------ |
| 0   | Deutschland        | Henry Volkert      | Shooting Guard | 04.03.1994   | 1,90 m | 0        | 0      |
| 0   | Deutschland        | Alexander Herrmann | Center         | 23.05.1997   | 2,05 m | 0        | 0      |
| 0   | Deutschland        | Roland Winterstein | Power Forward  | 17.03.1996   | 1,96 m | 0        | 0      |
| 6   | Deutschland        | Malte Schwarz      | Shooting Guard | 30.03.1989   | 1,88 m | 34       | 250    |
| 8   | Deutschland        | Walter Simon       | Power Forward  | 12.07.1989   | 2,02 m | 17       | 20     |
| 9   | Vereinigte Staaten | Marcus Hatten      | Point Guard    | 13.12.1980   | 1,85 m | 25       | 340    |
| 11  | Kroatien           | Hrvoje Kovačević   | Shooting Guard | 25.01.1986   | 1,90 m | 28       | 264    |
| 12  | Serbien            | Đorđe Pantelić     | Center         | 05.07.1984   | 2,04 m | 33       | 215    |
| 15  | Vereinigte Staaten | Michael Cuffee     | Small Forward  | 12.07.1983   | 1,95 m | 25       | 330    |
| 16  | Deutschland        | Sascha Leutloff    | Small Forward  | 22.10.1982   | 2,02 m | 34       | 86     |
| 19  | Deutschland        | Daniel Hain        | Point Guard    | 19.07.1985   | 1,95 m | 29       | 15     |
| 23  | Vereinigte Staaten | Adonte Parker      | Point Guard    | 23.06.1989   | 1,83 m | 28       | 385    |
| 25  | Deutschland        | Oliver Clay        | Power Forward  | 28.08.1987   | 2,06 m | 14       | 44     |
| 30  | Deutschland        | Leon Friederici    | Point Guard    | 19.03.1995   | 1,86 m | 0        | 0      |
| 32  | /                  | Angelo Caloiaro    | Power Forward  | 28.07.1989   | 2,03 m | 34       | 487    |
| 33  | Lettland           | Mārtiņš Meiers     | Center         | 30.03.1991   | 2,08 m | 30       | 193    |

Quelle
| Nr. | Nationalität       | Name                | Position       | Geburtsdatum | Größe  | Einsätze | Punkte |
| --- | ------------------ | ------------------- | -------------- | ------------ | ------ | -------- | ------ |
| 0   | Deutschland        | Philipp Teichert    | Power Forward  | 27.02.1994   | 1,89 m | 0        | 0      |
| 0   | Deutschland        | Henry Volkert       | Shooting Guard | 04.03.1994   | 1,90 m | 0        | 0      |
| 0   | Deutschland        | Roland Winterstein  | Power Forward  | 17.03.1996   | 1,96 m | 0        | 0      |
| 4   | Vereinigte Staaten | Kelly Beidler       | Small Forward  | 28.03.1988   | 1,99 m | 34       | 316    |
| 5   | Vereinigte Staaten | Sharaud Curry       | Point Guard    | 16.05.1987   | 1,78 m | 16       | 110    |
| 6   | Deutschland        | Malte Schwarz       | Shooting Guard | 30.03.1989   | 1,88 m | 34       | 182    |
| 8   | Kanada             | Osvaldo Jeanty      | Shooting Guard | 01.08.1983   | 1,83 m | 13       | 97     |
| 9   | Vereinigte Staaten | Rickey Gibson       | Point Guard    | 07.07.1984   | 1,91 m | 7        | 11     |
| 11  | Deutschland        | Philipp Lieser      | Point Guard    | 17.11.1989   | 1,94 m | 6        | 6      |
| 12  | Serbien            | Đorđe Pantelić      | Center         | 05.07.1984   | 2,04 m | 34       | 244    |
| 13  | Island             | Hörður Vilhjálmsson | Point Guard    | 18.12.1988   | 1,94 m | 34       | 326    |
| 16  | Deutschland        | Sascha Leutloff     | Small Forward  | 22.10.1982   | 2,02 m | 25       | 97     |
| 17  | Deutschland        | Johannes Lange      | Power Forward  | 06.08.1985   | 2,08 m | 12       | 20     |
| 22  | Deutschland        | Phillipp Heyden     | Center         | 26.09.1988   | 2,06 m | 30       | 190    |
| 24  | Deutschland        | Steve Wachalski     | Power Forward  | 05.02.1983   | 2,02 m | 34       | 210    |
| 25  | Vereinigte Staaten | Chad Timberlake     | Shooting Guard | 01.01.1984   | 1,94 m | 30       | 362    |
| 32  | Vereinigte Staaten | Devin Uskoski       | Power Forward  | 11.10.1985   | 2,01 m | 34       | 359    |

Quelle
| Nr. | Nationalität       | Name                 | Position       | Geburtsdatum | Größe  | Einsätze | Punkte |
| --- | ------------------ | -------------------- | -------------- | ------------ | ------ | -------- | ------ |
| 0   | Deutschland        | Robert Dölle         | Shooting Guard | 18.04.1990   | 1,84 m | 0        | 0      |
| 0   | Deutschland        | Alexander Stops      | Point Guard    | 10.06.1992   | 1,83 m | 0        | 0      |
| 6   | Vereinigte Staaten | Jerome Tillman       | Small Forward  | 25.04.1987   | 1,98 m | 10       | 138    |
| 6   | Serbien            | Rastko Dramicanin    | Power Forward  | 02.12.1986   | 2,07 m | 20       | 126    |
| 7   | Vereinigte Staaten | Richard Shields      | Shooting Guard | 27.07.1982   | 1,93 m | 12       | 122    |
| 8   | Deutschland        | Tim Vogt             | Point Guard    | 11.02.1990   | 1,81 m | 0        | 0      |
| 8   | Deutschland        | Philipp Teichert     | Power Forward  | 27.02.1994   | 1,89 m | 0        | 0      |
| 9   | Vereinigte Staaten | Johnnie Gilbert      | Power Forward  | 08.03.1981   | 2,03 m | 19       | 101    |
| 12  | /                  | Vassil Evtimov       | Power Forward  | 30.05.1977   | 2,07 m | 11       | 58     |
| 15  | Serbien            | Radenko Pilčević     | Point Guard    | 15.12.1986   | 1,88 m | 27       | 201    |
| 16  | Deutschland        | Sascha Leutloff      | Small Forward  | 22.10.1982   | 2,02 m | 34       | 167    |
| 20  | Vereinigte Staaten | Ronald Ross          | Point Guard    | 11.02.1983   | 1,88 m | 24       | 380    |
| 22  | Deutschland        | Paul Münsinger       | Small Forward  | 09.04.1991   | 1,98 m | 0        | 0      |
| 25  | Deutschland        | Guido Grünheid       | Power Forward  | 25.10.1982   | 2,08 m | 33       | 241    |
| 33  | Deutschland        | Christian von Fintel | Small Forward  | 28.04.1990   | 1,88 m | 18       | 3      |
| 34  | Vereinigte Staaten | Wayne Bernard        | Shooting Guard | 12.09.1981   | 1,90 m | 34       | 377    |
| 35  | Vereinigte Staaten | Davon Roberts        | Power Forward  | 20.06.1986   | 1,98 m | 22       | 71     |
| 35  | Kanada             | Velimir Radinović    | Center         | 17.01.1981   | 2,12 m | 27       | 177    |

Quelle

## Bekannte ehemalige Spieler
| - Rod Cousin, 1995–1998 - Ingo Freyer, 1998–2001 - Chris Ensminger, 1999–2001 - Mithat Demirel, 1999–2001 - C.C. Harrison, 1999–2001 - Jerry Green, 2002/03 - Sebastian Machowski, 2002–2004 - Wendell Alexis, 2003/04 - Stephen Arigbabu, 2003/04 - Misan Nikagbatse, 2003/04 - Marijonas Petravičius, 2003/04 | - Gregory Burks, 2004/05, 2005/06, 2008/09 - Manutschar Markoischwili, 2004 - Anatoli Kaschirow, 2009–2010 - Guido Grünheid, 2009–2011 - / Vassil Evtimov, 2010 - Michael-Hakim Jordan, 2010/11 - Malte Schwarz, 2011–2015 - Andrew Warren, 2016–2020 - Tremmell Darden, 2018–2020; 2022/23 - Kris Clyburn, 2022/23 - Kostja Mushidi, 2021–2024 - Michael Devoe, 2024/25 |

Nicht mehr vergebene Trikotnummer
- 14  Tomáš Grepl, 2004–2008, 123 Pflichtspiele
- 16  Sascha Leutloff, 2007–2014, 224 Pflichtspiele, 4361 Minuten

## Trainer
| Amtszeit        | Name                  |
| --------------- | --------------------- |
| 1958–1977       | Horst Müller          |
| 1977–1983       | Dirk Weniger          |
| 1983–1986       | Jürgen Boehnke        |
| 1986–1990       | Dirk Weniger          |
| 1990–1994       | Wulfhart Schmidt      |
| 1994–1995       | Rene Stepanek         |
| 1995–1996       | Uwe Schöttler         |
| 12/1996–03/2001 | Frank Menz            |
| 03/2001–05/2001 | Jan Rathjen           |
| 05/2001–12/2001 | Tom Schneeman         |
| 12/2001         | Toni Radić            |
| 12/2001–200312/ | Sabit Hadžić          |
| 2003–2004       | Henrik Dettmann       |
| 2004–2007       | Ari Tammivaara        |
| 12/2007–04/2008 | Uwe Sauer             |
| 04/2008–06/2008 | Dirk Dittrich         |
| 12/2008–02/2011 | Björn Harmsen         |
| 02/2011–04/2011 | Anton Mirolybov       |
| 12/2011–12/2015 | Silvano Poropat       |
| 12/2015–05/2016 | Predrag Krunić        |
| 2016–2018       | Igor Jovović          |
| 2018–01/2019    | Aleksandar Šćepanović |
| 01/2019–06/2019 | Silvano Poropat       |
| 2019–11/2019    | Wojciech Kamiński     |
| 11/2019         | Aleksandar Šćepanović |
| 11/2019–02/2020 | Björn Harmsen         |
| 02/2020–05/2021 | Silvano Poropat       |
| 06/2021–04/2023 | Igor Jovović          |
| 04/2023–05/2023 | Ingo Freyer           |
| 06/2023–05/2024 | Predrag Krunić        |
| 06/2024–05/2025 | Jānis Gailītis        |
| seit 06/2025    | Marco Ramondino       |

## Vergangene Spielzeiten (Seit 1999)
| Saison    | Liga               | Hauptrunde | Play-off        | BBL-Pokal       | Anmerkungen                                                                    |
| --------- | ------------------ | ---------- | --------------- | --------------- | ------------------------------------------------------------------------------ |
| 1999/2000 | Bundesliga         | 6.         | Viertelfinalist | -               | 0:3 gegen die Frankfurt Skyliners ausgeschieden                                |
| 2000/01   | Bundesliga         | 7.         | Viertelfinalist | -               | 0:3 im gegen die Bayer Giants Leverkusen ausgeschieden                         |
| 2001/02   | Bundesliga         | 14.        | -               | -               | Klassenerhalt durch Zwangsabstieg der Walter Tigers Tübingen                   |
| 2002/03   | Bundesliga         | 11.        | -               | -               | -                                                                              |
| 2003/04   | Bundesliga         | 15.        | -               | -               | Abstieg in die Regionalliga durch Insolvenz; Gewinn der FIBA EuroCup Challenge |
| 2004/05   | Regionalliga Nord  | 1.         | -               | -               | -                                                                              |
| 2005/06   | 2. Bundesliga Nord | 2.         | -               | -               | -                                                                              |
| 2006/07   | 2. Bundesliga Nord | 2.         | -               | -               | -                                                                              |
| 2007/08   | ProA               | 5.         | -               | -               | -                                                                              |
| 2008/09   | ProA               | 1.         | -               | -               | -                                                                              |
| 2009/10   | Bundesliga         | 10.        | -               | -               | -                                                                              |
| 2010/11   | Bundesliga         | 17.        | -               | -               | -                                                                              |
| 2011/12   | ProA               | 1.         | Sieger          | -               | -                                                                              |
| 2012/13   | Bundesliga         | 16.        | -               | -               | -                                                                              |
| 2013/14   | Bundesliga         | 9.         | -               | -               | -                                                                              |
| 2014/15   | Bundesliga         | 12.        | -               | -               | -                                                                              |
| 2015/16   | Bundesliga         | 17.        | -               | -               | -                                                                              |
| 2016/17   | ProA               | 1.         | Sieger          | -               | -                                                                              |
| 2017/18   | Bundesliga         | 15.        | -               | -               | -                                                                              |
| 2018/19   | Bundesliga         | 15.        | -               | Achtelfinalist  | -                                                                              |
| 2019/20   | Bundesliga         | 16.        | -               | Viertelfinalist | aufgrund der COVID-19-Pandemie nur bis März 2020                               |
| 2020/21   | Bundesliga         | 15.        | -               | Gruppenphase    | -                                                                              |
| 2021/22   | Bundesliga         | 16.        | -               | Achtelfinalist  | -                                                                              |
| 2022/23   | Bundesliga         | 16.        | -               | Achtelfinalist  | -                                                                              |
| 2023/24   | Bundesliga         | 13.        | -               | Viertelfinalist | -                                                                              |
| 2024/25   | Bundesliga         | 8.         | Viertelfinalist | Sieger          | 0:3 gegen FC Bayern München ausgeschieden                                      |

## Bestmarken vergangener Spielzeiten
Als „(Wert)“ steht der jeweilige Durchschnitt pro Spiel.
| Saison  | Punkte                           | Rebounds                   | Assists                    | Ballgewinne                | Blocks                    |
| ------- | -------------------------------- | -------------------------- | -------------------------- | -------------------------- | ------------------------- |
| 2023/24 | Johnathan Stove 559 (16,4)       | Chris-Ebou Ndow 169 (5,5)  | Charles Callison 137 (4,0) | Chris-Ebou Ndow 56 (1,8)   | John Bryant / 17 (0,6)    |
| 2022/23 | Kris Clyburn 514 (17,1)          | Martin Breunig 195 (5,7)   | Charles Callison 134 (4,8) | Kris Clyburn 57 (1,9)      | John Bryant / 19 (0,6)    |
| 2021/22 | Jamel Morris 563 (16,6)          | Goran Huskić 173 (5,6)     | Nikola Rebić 145 (4,5)     | Nikola Rebić 28 (1,2)      | Goran Huskić 17 (0,6)     |
| 2020/21 | Michal Michalak 616 (20,5)       | Kyndahl Hill 183 (5,4)     | Quinton Hooker 173 (5,2)   | Quinton Hooker 45 (1,4)    | Philipp Hartwich 56 (1,7) |
| 2019/20 | Kaza Kajami-Keane 288 (15,2)     | Strahinja Micovic 75 (4,4) | Jovan Novak 177 (8,9)      | Kaza Kajami-Keane 29 (1,5) | Michael Gbinije / 9 (0,5) |
| 2018/19 | Jovan Novak 354 (11,8)           | James Farr 146 (5,2)       | Jovan Novak 221 (7,4)      | Lee Moore 41 (1,3)         | James Farr 28 (1,0)       |
| 2017/18 | Lamont Jones 586 (17,2)          | Đorđe Pantelić 205 (6,4)   | Marcus Hatten 156 (4,7)    | Marcus Hatten 46 (1,4)     | Đorđe Pantelić 45 (1,4)   |
| 2016/17 | Andrew Michael Warren 505 (16,8) | Sergio Kerusch / 168 (5,6) | Marcus Hatten 155 (5,2)    | Marcus Hatten 73 (2,4)     | Đorđe Pantelić 35 (1,2)   |